# Кругликов, Филипп Алексеевич
Филипп Алексеевич Кругликов (1856 — ?) — депутат Государственной думы Российской империи I созыва от Воронежской губернии, крестьянин.

## Биография

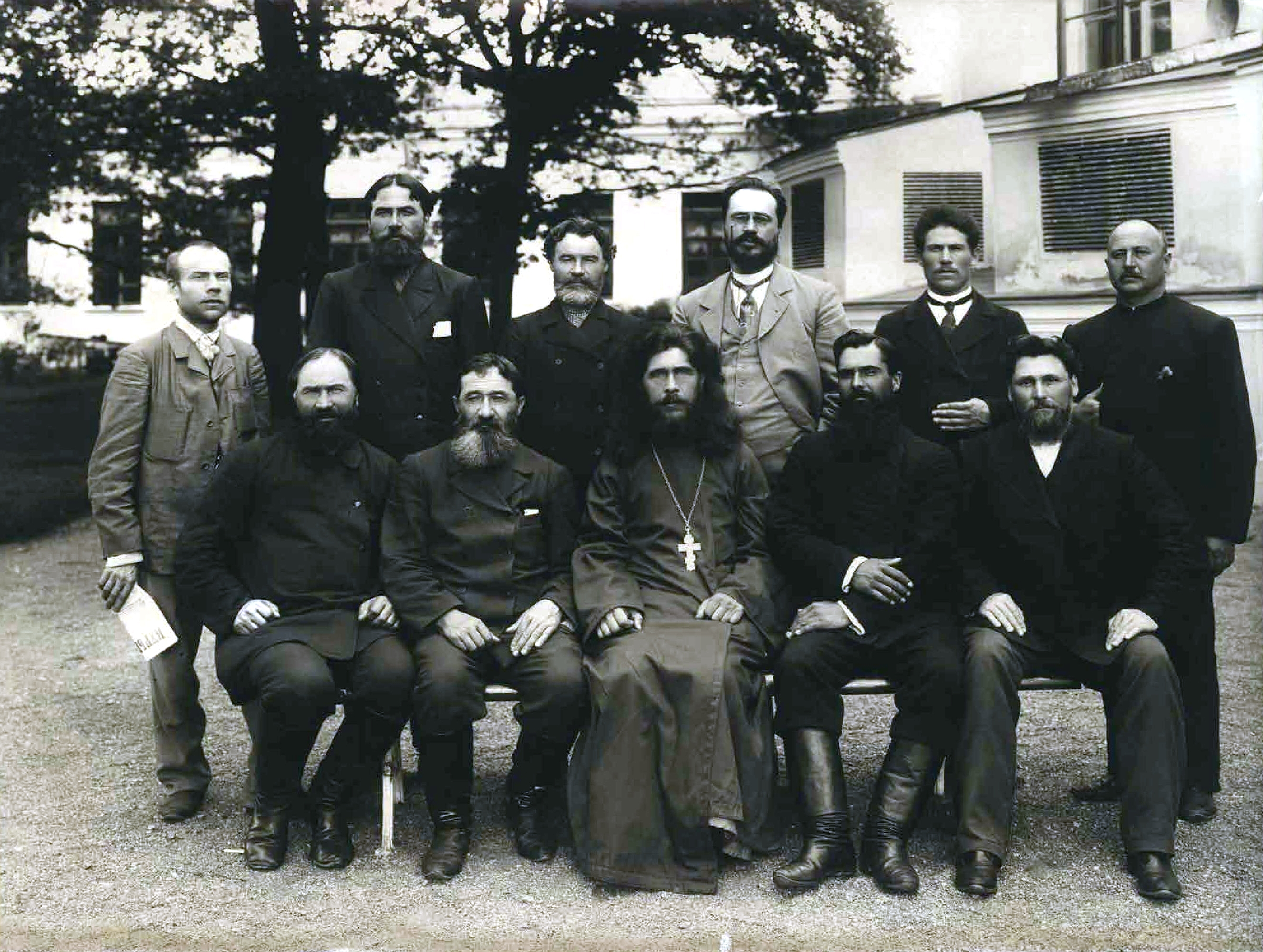
Члены Государственной Думы I созыва от Воронежской губернии. Стоят: Д.Я. Медведев, И.Я. Пушкарский, Е.И. Крамаренко, А.Г. Хрущов, М.М. Торшин, Ф.М. Зиновьев; сидят: Н.Д. Савельев, Ф.А. Кругликов, А.В. Поярков, П.С. Борисов, Я.А. Осадчий

Православный. Из бывших государственных крестьян пригородной слободы Лушниковка Острогожского уезда.
Самоучка. Малограмотный. Состоял волостным судьёй в Лушниковской слободе, в 1903 году избран уездным земским гласным. В 1905 избран старшиной, но должность эту не занимал. Владел земельным наделом площадью 2 десятины 17 сотых. Из-за безземелья стал подрядчиком по постройках домов, церквей и железнодорожных зданий. Женат.
Избран выборщиком от Лушниковской волости. 16 апреля 1906 избран в Государственную думу Российской империи I созыва от общего состава выборщиков Воронежского губернского избирательного собрания. Беспартийный, что подтверждает и издание Санкт-Петербургского комитета Трудовой Группы. Выступал в Думе по аграрному вопросу. Дважды высказался об избирательном праве женщин при обсуждении вопросов о гражданском равенстве и  о всеобщем избирательном праве. Его речи на эту тему вошли в историю, в частности Ф. А. Кругликов сказал: «Женщины у нас не для избирательного права. Женщины у нас для того, чтобы смотреть за хозяйством, чтобы смотреть за детьми и за печкой». Или «Надо сначала себе права достать, тогда и бабам дать».
Дальнейшая судьба и дата смерти неизвестны.